# Саобраћај у Сан Марину

Република Сан Марино спада у најмање европске земље, па је и значај саобраћаја Сан Марина мали. Будући да се ова државица граничи само са Италијом, саобраћај Сан Марина блиско повезан је са италијанском саобраћајном мрежом, нарочито са најближим већим италијанским градом Риминијем, удаљеним 20ак км. И поред тога, спрам величине држава има развијен друмски и железнички саобраћај.

## Железнички саобраћај
Сан Марино поседује једну железничку линију, дугу пар километара, између места Валдрагоне и Риминија. Ова железница је изграђена 1932. године.
Међутим, најзначајнија линија железнице је жичара (тзв. Гондола), дуга 1,5 km, која повезује најважније саобраћајно чвориште државе, место Борго Санмађоре са градом Сан Марино.
Железничка веза са суседним земљама:
- Италија - да

## Друмски саобраћај
Укупна дужина друмских путева у Сан Марину је 220 km, сви са чврстом подлогом. Главни државни пут је Сан Марино ауто-пут, који везује државу са мрежом италијански ауто-путева преко петље код Риминија.

## Водени саобраћај
У Сан Марину постоје две речице, које нису пловне. Прва ближа поморска лука је Римини.

## Ваздушни транспорт
Сан Марино не поседује ниједан аеродром, већ се користи најближи Аеродром „Федерико Фелини“ у Риминију. Треба споменути и једног хелиодрома у месту Борго Санмађоре.